# Chorisoneura nigrifrons
Chorisoneura nigrifrons es una especie de cucaracha del género Chorisoneura, familia Ectobiidae. Fue descrita científicamente por Serville en 1838.
Habita en Brasil.